# Amata handelmazzettii
Amata handelmazzettii är en fjärilsart som beskrevs av Hans Zerny 1931. Amata handelmazzettii ingår i släktet Amata och familjen björnspinnare. Inga underarter finns listade i Catalogue of Life.